# Surname-i Vehbi
Surname-i Vehbi je bogato ilustriran rokopis iz 18. stoletja, ki podrobno opisuje petnajst dnevni festival leta 1720 v Istanbulu, ki je spremljal obrezovanje štirih sinov sultana Ahmeda III. (1703-1740).  Festival je bil četrto največje praznovanje v zgodovini Osmanskega cesarstva in zadnji, ki je bil tako razkošen in je trajal tako dolgo.
137 barvnih miniatur in spremno besedilo je naslikal in napisal Levni, slavni slikar in pesnik na dvoru Ahmeda III., s svojimi pomočniki. Izvirnik tega izjemnega dela je shranjen v knjižnici muzeja palače Topkapı v Istanbulu. 
Surname je star osmanski običaj, da so se v spomin na praznovanja, ki so potekala ob posebnih priložnostih, na primer rojstvih sultanovih otrok in porokah, izdale posebej zato napisane in ilustrirane knjige. Levni je na svojih miniaturah odlično ujel in prikazal dogajanja leta 1720, med katera so spadale vojaške parade, glasbene prireditve, cirkuške predstave in ognjemeti.